# Línea 504 (Florencio Varela)
La línea 504 de colectivos es una línea de transporte automotor que opera servicio en el partido de Florencio Varela, y un sector del partido de Berazategui, provincia de Buenos Aires. La misma es controlada por la empresa Micro Ómnibus Primera Junta S.A.

## Ramales
- Estación Florencio Varela - Estación Sourigues:de Alberdi (205), estación F. Varela (lado norte), por Vázquez (228), barrera Pringles (359), Av. Lavalle (352), Belgrano (353), Av. 12 de octubre, Progreso (745A), Vatteone, Hospital Mi Pueblo, Montevideo (704), Florida (747), Av. 12 de octubre, Vázquez (228), Av. Hudson, estación Zeballos, Av. Luján (938), estación km 36, barrera, Bragado (925), barrio R. Rojas, Chascomús (948), Trenque Lauquen (927A), barrio Pepsi, donde se abre por La Esmeralda (960), barrio Las Margaritas, M. Cané (933), Las Rosas (958), estación km 38, barrera, Santa Sofía (1054), barrio San Rudecindo Santa Sofía, camino General Belgrano,sourigues.

Regreso: por las mismas.